# Güimil (León)
Güimil es una localidad española perteneciente al municipio de Barjas, en la provincia de León, comunidad autónoma de Castilla y León.

## Geografía

### Ubicación
| Noroeste: Moldes    | Norte: Serviz  | Noreste: Sotoparada      |
| Oeste: Barjas       |                | Este: Villar de Corrales |
| Suroeste Corporales | Sur: Peñacaira | Sureste: Corrales        |

## Demografía
Evolución de la población
| Gráfica de evolución demográfica de Güimil entre 2000 y 2016       |
|                                                                    |
| Población de derecho (2000-2016) según el padrón municipal del INE |